# Саранчук, Виктор Иванович
Саранчук Виктор Иванович (*13 июня 1932, с. Пески, Ясиноватский район, Донецкая область — †3 июля 2009, Донецк) — советский и украинский ученый в области угольных технологий, доктор технических наук, профессор, член Донецкого отделения НОШ.

## Биография
Окончил Донецкий индустриальный институт в 1955 г. по специальности «подземная газификация угля».
Работал инженером в тресте «Красногвардейскуголь», институт ВНИИПодземгаз (Гипроподземгаз), Макнии (заведующий лабораторией), Институт физико-органической химии и углехимии НАН Украины (заведующий отделом, заместитель директора), Донецком национальном техническом университете (профессор кафедры химической технологии топлива), кроме того, специалист по переработке угля в Иране.
Автор более 500 научных трудов. Среди учащихся.  Саранчука 2 доктора наук и 16 кандидатов наук.
Саранчук В. И. родился 13 июня 1932 года в селе Пески Ясиноватского района Донецкой области в крестьянской семье. Всю жизнь, исключая 2 года эвакуации в Казахстане в 1941-1943 гг., он прожил в Донбассе, откуда родом и все его предки. В 1950 году он окончил среднюю школу в г. Красноармейска Донецкой области и поступил на горный факультет Донецкого индустриального института. В 1955 году В.  Саранчук закончил ДИИ по специальности «подземная газификация угля», и ему была присвоена квалификация горного инженера. Сначала работал на шахте № 1-1 бис треста «Красногвардейскуголь» на должности помощника начальника участка № 2. Но в октябре 1955 г. распоряжением Министерства угольной промышленности Украины был направлен для работы по специальности в Донецкое отделение института Внииподземгаз, которое вскоре было преобразовано в самостоятельный институт ГИПРОПодземгаз. Работал с 1955 до конца 1960 года сначала инженером, а затем старшим инженером горно-бурового отдела. В январе 1961 года В.  Саранчук перешел в воссозданный в Донецке Институт горного дела АН Украины, где работал сначала старшим инженером в отделе подземных пожаров, а затем в отделе технологии открытых работ. В начале 1963 года ИГД АН Украины был преобразован в Институт горной механики и передан в подчинение Минуглепрома СССР. В.  Саранчук был приглашен в отдел по борьбе с подземными пожарами Макеевского научно-исследовательского института по безопасности работ в горной промышленности (Макнии), где начал работать в феврале 1963 года сначала руководителем группы, а затем (с июня 1964 года) начальником лаборатории исследования химической активности угля. В 1968 году по результатам этих исследований В.  Саранчук защитил в Новочеркасском политехническом институте кандидатскую диссертацию на тему «Исследования природы и интенсивности образования окиси углерода в горных выработках шахт комбината „Александрияуголь“. В 1969 году В.  Саранчук решением ВАК был утвержден в ученом звании старшего научного сотрудника. В 1969 году В.  Саранчук течение двух месяцев находился в Иране как специалист с определения самовозгорания угля. Изучал эту проблему для условий углей Грузии, Подмосковного и Львовско-Волынского, Донецкого и др. угольных бассейнов СССР.
В 1974 г. В.  Саранчук переходит на работу в Донецкое отделение физико-органической химии Института физической химии им. Л.  Писаржевского на должность руководителя отдела физико-химических основ пылеподавления. В июне 1975 года Донецкое отделение переименован в Институт физико-органической химии и углехимии АН УССР.
После перехода к системе Академии наук Украины.  Саранчук совместно с Л. Я. Галушко, Л.  Пащенко, А. Г Галушко и другими сотрудниками отдела, который в дальнейшем был переименован сначала в отдел энергохимической переработки угля (1977 год), а затем в отдел химии угля (1998 год), продолжил исследования окисления, самонагревания и самовозгорания угля на более высоком научном уровне, используя современные физические и физико-химические методы структурных исследований. По материалам этих исследований в 1980 году в Институте горючих ископаемых (Москва).  Саранчук защитил докторскую диссертацию на тему «Исследование окисления и самовозгорания угля и отвальной массы угольных предприятий» по специальности «химическая технология топлива и газа». Решением ВАК в 1987 году.  Саранчуку присвоено ученое звание профессора по специальности «химическая технология топлива и газа».
В 1978-2009 рр. В.  Саранчук был членом специализированного ученого совета Института физико-органической химии и углехимии им. Л. Н. Литвиненко НАН Украины. С 1984 по 1997 год работал заместителем директора Института физико-органической химии и углехимии им. Л. Н. Литвиненко НАН Украины. В 1985 году В.  Саранчук был утвержден председателем Украинской секции Научного совета АН СССР по химии ископаемого твердого топлива, которая активно работала вплоть до распада СССР. С 1993 по 1999 год был членом экспертного совета ВАК Украины, членом редколлегии журнала Академии наук РФ «Химия твердого топлива». В период с 1984 по 1991 г. профессор В.  Саранчук был инициатором и организатором Всесоюзных конференций и семинаров с международным участием по проблемам исследования и утилизации минеральной части твердых горючих ископаемых (1984 г.), получение синтетических топлив из твердых горючих ископаемых (ТГК) (1985 г.), выделение и исследование свойств гуминовых препаратов из горючих ископаемых (1987 г.), по новейшим достижениям в области структуры ТГК (1989 г.), по проблемам катализа в углехимии (1990 р.) и др, проведенных в Донецком регионе.
В 1993-1996 рр. В.  Саранчук был председателем экспертного совета при ГКНТ Украины по проблеме «Технология использования энергетического сырья и его отходов. Комплексная переработка угля и другого углеводородного сырья».
Организатор и лидер Донецкой научной школы углехимии.

## Основные печатные труды
- 1. Саранчук В. И., Баев Х. А. Теоретические основы самовозгорания угля. — М.: Недра, 1976. — 151 с.
- 2. Саранчук В. И. Борьба с горением породных отвалов. — Киев: Наукова думка, 1978. — 168 с.
- 3. Саранчук В. И., Рекун В. В., Поздняков Г. А. Электрические поля в потоке аэрозоля. — Киев: Наукова думка, 1981. — 112 с.
- 4. Саранчук В. И. Окисление и самовозгорание угля. — Киев: Наукова думка, 1982. — 168 с.
- 5. Саранчук В. И., Айруни А. Т., Ковалев К. Э Надмолекулярная организация, структура и свойства углей. — Киев: Наукова думка, 1988. — 191 с.
- 6. Саранчук В. И., Бутузова Л. Ф., Минкова В. Н. Термохимическая деструкция углей. — Киев: Наукова думка, 1993. — 222 с.
- 7. Саранчук В. И., Русчев Д., Семененко В. К. и др. Окисление и самовозгорание твердого топлива. — К.: Наукова думка, 1994. — 264 с.
- 8. Горный энциклопедический словарь, том 1-2 / под общей редакцией д.т. н. Белецкого В. С. — Донецк: Восточный издательский дом, 2001. 2001. (около 100 статей)
- 9. Малая горная энциклопедия, том 1-2, А — Г / под редакцией д.т. н. Белецкого В. С. — Донецк: Донбасс, 2004-620 с. (около 100 статей)
- 10. Шендрик Т. Г., Саранчук В. И. Соленые угли. — Донецк: Восточный издательский дом, 2003. — 294 с.
- 11. Саранчук В. И., Ильяшев Н. А., Ошовский В. В., Белецкий В. С. Основы химии и физики горючих ископаемых. (Учебник с грифом Минвуза). — Донецк: Восточный издательский дом, 2008. — 640 с.